# Asuristan
L'Asuristan (Assiria) era una satrapia dell'Impero sasanide (226–651). Il territorio venne conquistato tra il 224 e il 226, durante la caduta dell'Impero dei Parti. I Sasanidi ribattezzarono così il territorio della Babilonia. La regione era nota in precedenza con il nome di Mesopotamia e corrisponde all'incirca all'odierno Iraq.
La provincia si estendeva per lo più da Mosul a Adiabene.
Sebbene la religione ufficiale dell'Impero Sasanide fosse lo zoroastrismo durante il III e il IV secolo, in Asuristan Ebrei e Cristiani superavano in numero i zoroastriani.
I suoi abitanti erano per lo più agricoltori.